# Piramidevlinder
De piramidevlinder (Amphipyra pyramidea) is een nachtvlinder uit de familie van de nachtuiltjes (Noctuidae). De spanwijdte bedraagt tussen de 40 en 52 millimeter. De volwassen vlinder kan makkelijk verward worden met de schaarsere schijn-piramidevlinder en is eigenlijk alleen met microscopisch onderzoek aan de genitaliën met zekerheid van deze te onderscheiden.
De achtervleugels hebben een oranje-bruine kleur waar aan het de Engelse naam copper underwing heeft te danken. De Nederlandse naam is een verwijzing naar de piramide op het achterlijf van de rups.
De vlinder komt in een groot deel van het Palearctisch gebied voor en is in Nederland en België ook een algemene vlinder.
De waardplanten van de rupsen komen uit de geslachten Quercus, Syringa en Lonicera. Ook de rups lijkt op die van de schijn-piramidevlinder, maar is daarvan makkelijker te onderscheiden dan de imago. De vliegtijd loopt van augustus tot en met oktober.

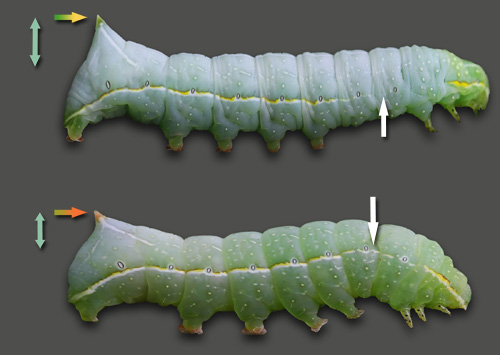
Verschillen tussen de rups van piramidevlinder (boven) en schijn-piramidevlinder (onder)